# Umberto Boniardi
Umberto Boniardi (Milano, 2 giugno 1927) è un ex calciatore italiano, di ruolo difensore, attivo dagli anni cinquanta fino ai primi sessanta come terzino destro.

## Biografia
Ha militato in Serie A con le maglie di Como, Catania e Alessandria negli anni cinquanta per sette stagioni complessive. Nelle file dell'Alessandria ha ottenuto anche le promozione in A nella stagione 1956-1957.
In carriera ha disputato complessivamente 164 incontri in massima serie, realizzando una sola rete, in occasione del successo interno del Como contro la Sampdoria nella stagione 1951-1952.